# روب باركر (صحفي)
روب باركر (بالإنجليزية: Rob Parker)‏ هو صحفي أمريكي، ولد في 10 يناير 1964 في جامايكا.

## وصلات خارجية
- روب باركر على موقع IMDb (الإنجليزية)